# Jan Tulik
Jan Tulik (ur. 15 czerwca 1951 w Gołęczynie) – polski poeta, prozaik, dramatopisarz, eseista, publicysta, recenzent.
Autor sześciu zbiorów wierszy, powieści: Doświadczenie i Furta (prestiżowa Nagroda Fundacji Kultury w 2001 r.), zbioru opowiadań Gry nieużyteczne, dramatu Kontynenty, a także monografii o wynalazcy Janie Szczepaniku. Pisał eseje, m.in. o Franciszku Piku-Mirandoli, recenzje, szkice, artykuły publicystyczne, słuchowiska radiowe (m.in. "Próba czytana", o Leopoldzie Lisie-Kuli). Jego największą pasją jest poezja, publikował w czasopismach "Kultura", "Poezja", "Twórczość", "Tygodnik Kulturalny". Był również pierwszym redaktorem naczelnym krośnieńskiego czasopisma lokalnego, pt. "Nasz Głos", gdzie do dziś pisuje artykuły, w szczególności zdające sprawę z funkcjonowania krośnieńskiej biblioteki. Za swoją twórczość literacką otrzymał wiele nagród, w tym: Nagrodę im. Stanisława Piętaka, Nagrodę im. R. Milczewskiego-Bruno, Nagrodę Fundacji Kultury. Wielokrotny stypendysta Ministerstwa Kultury i Sztuki. W latach 1975–1999 pracownik Wojewódzkiego Domu Kultury w Krośnie (dziś Regionalne Centrum Kultur Pogranicza)na stanowisku kierownika Działu Kultury i Klubów oraz starszego instruktora ds. upowszechniania literatury. Był pracownikiem Saloniku Artystycznego działającego przy Krośnieńskiej Bibliotece Publicznej. 

## Twórczość
Poezja
- Zdarzenie w c-durze (1981)
- Ocalone drzewo (1982)
- Budzenie licha (1985)
- Wada pierworodna (1993)
- Suplikacje (2000)
- Godzina drogi (2008)
- Szepty przy początku świata (2011)
- Poezje wybrane (2012)
- Opisze to noc (2019)
- Tratwy Nostradamusa (2020)

Proza
- Doświadczenie (powieść, 1986)
- Kontynenty (dramat, 1998)
- Gry nieużyteczne (opowiadania, 2000)
- Furta (powieść, 2001)
- Legendy Krosno i okolice (2009)

Inne
- Świat wynalazków Jana Szczepanika (1995)